# Regió d'Engiadina Bassa/Val Müstair
La Regió d'Engiadina Bassa/Val Müstair és una de les 11 regions del cantó dels Grisons (Suïssa). És una regió bilingüe amb l'alemany i el romanx com a llengües oficials i està formada per 18 municipis repartits en 4 cercles comunals. Té una població de 9411 habitants (cens de 2007) i una superfície de 1196,56 km². Travessada pel riu Inn, rebia el nom de Districte d'Inn fins al 2017.

## Municipis
| Cercle de Ramosh | Cercle de Ramosh | Cercle de Ramosh     | Cercle de Ramosh  | Cercle de Ramosh |
| Escut            | Nom              | Població (Des. 2007) | Superfície in km² | Núm. OFS         |
| ---------------- | ---------------- | -------------------- | ----------------- | ---------------- |
| Ramosch          | Ramosch          | 494                  | 84.02             | 3751             |
| Samnaun          | Samnaun          | 809                  | 56.29             | 3752             |
| Tschlin          | Tschlin          | 452                  | 74.93             | 3753             |

| Cercle de Suot Tasna | Cercle de Suot Tasna | Cercle de Suot Tasna | Cercle de Suot Tasna | Cercle de Suot Tasna |
| Escut                | Nom                  | Població (Des. 2007) | Superfície in km²    | Núm. OFS             |
| -------------------- | -------------------- | -------------------- | -------------------- | -------------------- |
| Ftan                 | Ftan                 | 490                  | 43.08                | 3761                 |
| Scuol                | Scuol                | 2183                 | 144.14               | 3762                 |
| Sent                 | Sent                 | 878                  | 111.61               | 3763                 |

| Cercle de Sur Tasna | Cercle de Sur Tasna | Cercle de Sur Tasna  | Cercle de Sur Tasna | Cercle de Sur Tasna |
| Escut               | Nom                 | Població (Des. 2007) | Superfície in km²   | Núm. OFS            |
| ------------------- | ------------------- | -------------------- | ------------------- | ------------------- |
| Ardez               | Ardez               | 431                  | 61.39               | 3741                |
| Guarda              | Guarda              | 161                  | 31.42               | 3742                |
| Lavin               | Lavin               | 209                  | 46.26               | 3743                |
| Susch               | Susch               | 207                  | 93.93               | 3744                |
| Tarasp              | Tarasp              | 331                  | 46.99               | 3745                |
| Zernez              | Zernez              | 1100                 | 203.85              | 3746                |

| Cercle de Val Müstair | Cercle de Val Müstair | Cercle de Val Müstair | Cercle de Val Müstair | Cercle de Val Müstair |
| Escut                 | Nom                   | Població (Des. 2007)  | Superfície in km²     | Núm. OFS              |
| --------------------- | --------------------- | --------------------- | --------------------- | --------------------- |
| Val Müstair           | Val Müstair           | 1666                  | 198.65                | 3847                  |

## Fusions

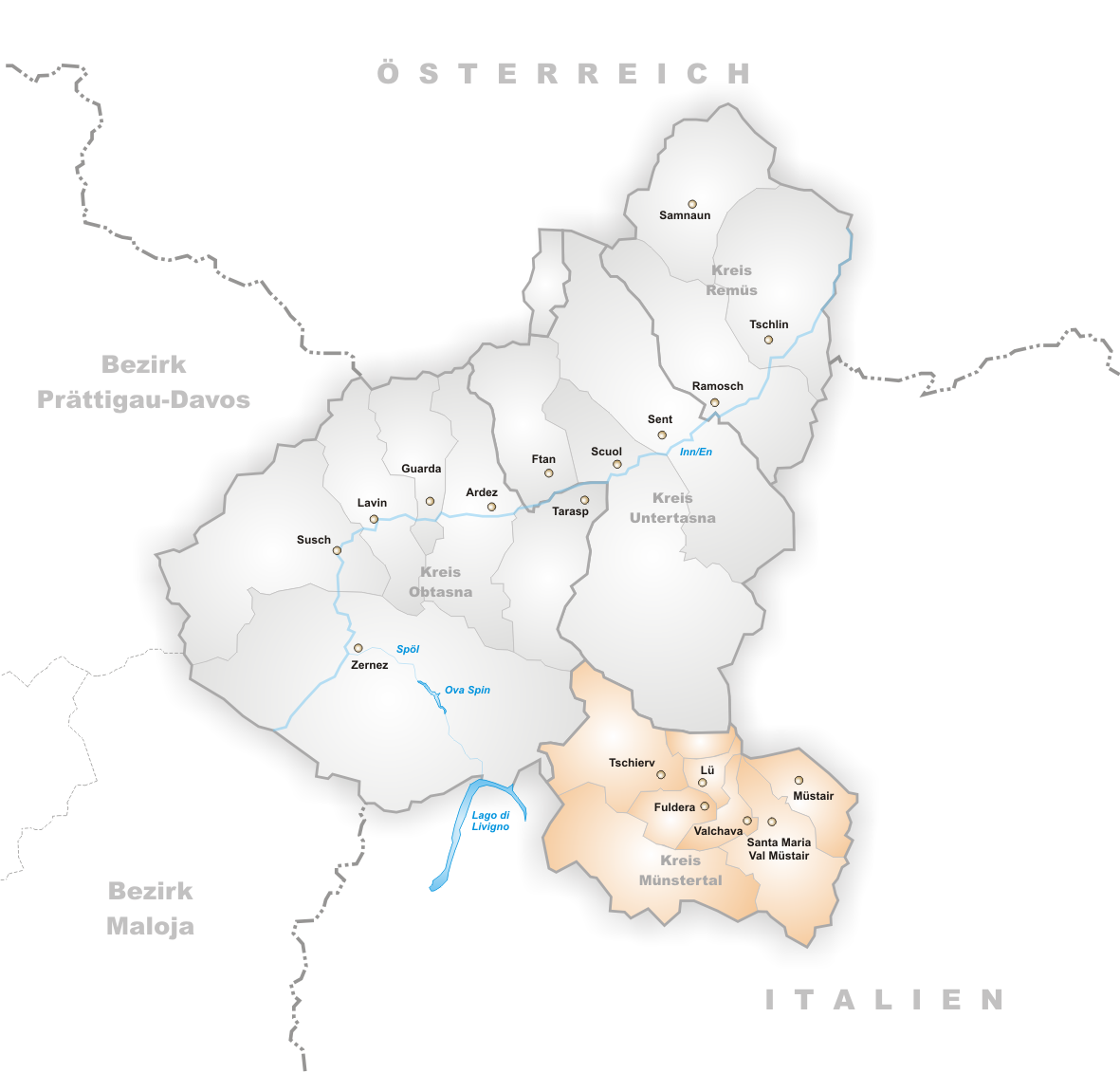
Municipis el 2008

- 2009: Tschierv, Fuldera, Lü, Valchava, Santa Maria Val Müstair i Müstair → Val Müstair